# Padina pavonica

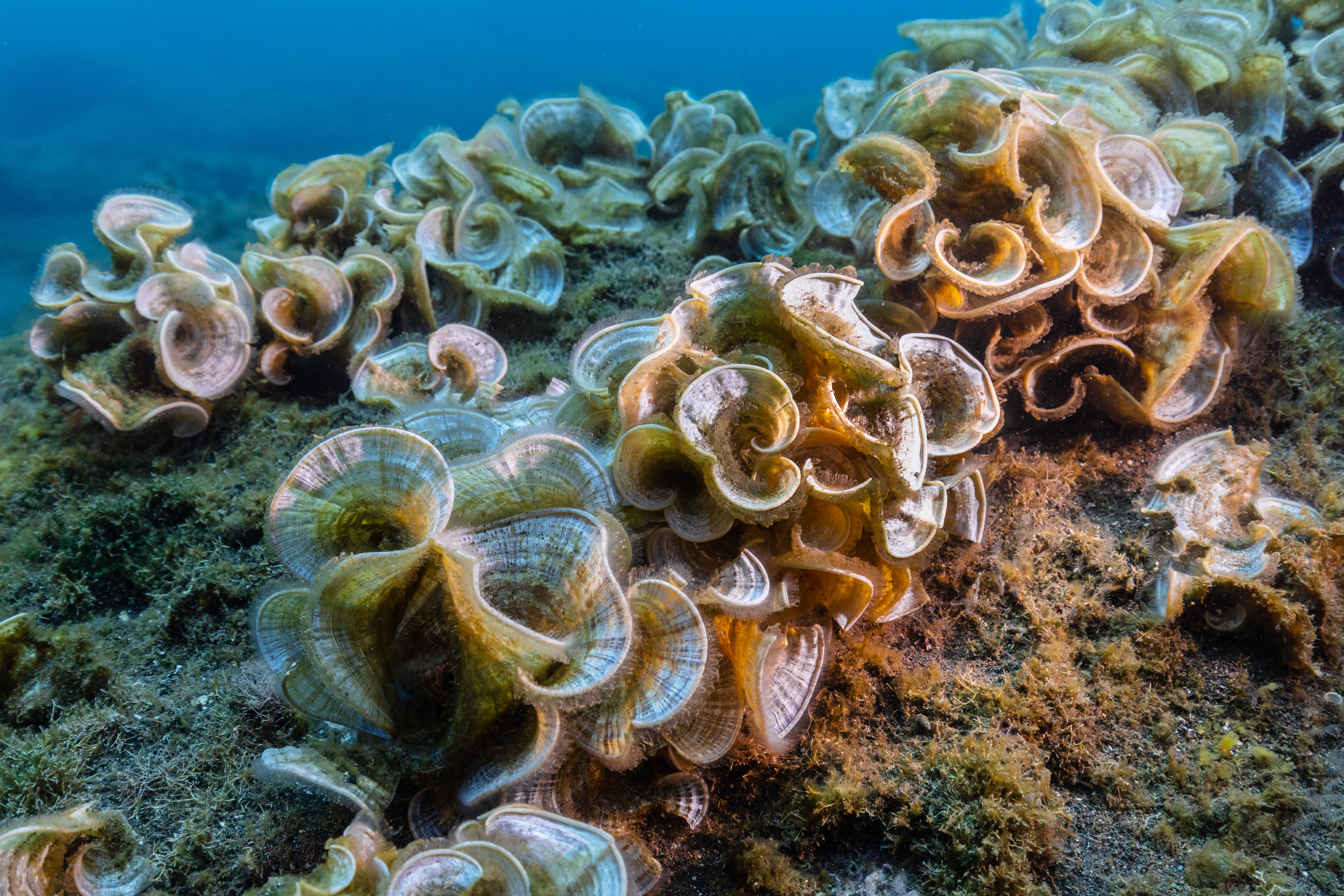
Cola de pavo en las costa de Madeira (Portugal).

Padina pavonica (o cola de pavo) es un alga de la clase Phaeophyceae (algas pardas).

## Distribución
Está presente en mares cálidos y tropicales: aparece en las regiones cálidas del océano Atlántico: zona nororiental desde las islas británicas hasta Mauritania, y zona noroccidental; en el mar Mediterráneo, mar Negro. Habita sobre sustratos rocosos o duros. En zonas protegidas y bien iluminadas, en las zonas mareales e infra mareales, desde la superficie hasta unos 20 m de profundidad.

## Descripción
Talo laminar de consistencia rígida y color blanquecino o pardo amarillento en forma de abanico formado a veces por varias láminas superpuestas. Tamaño de unos 15 cm.
El talo está constituido por ejes polísticos con crecimiento simultáneo, lo que origina su morfología característica en forma de abanico. Está calcificado con carbonato cálcico lo que le da la textura rígida y el color blanquecino. La superficie de la lámina se caracteriza por la presencia de pequeños pelos oscuros, formando filas horizontales y concéntricas que se destacan más por las deposiciones cálcicas.

## Biología
Las especies se reproducen en verano, y los órganos reproductores están situados sobre las bandas concéntricas de los pelos. Suele haber varios individuos agrupados que han crecido a partir de un estolón.
La especie tolera muy bien el calentamiento del agua y la luz muy intensa, pero es sensible a las variaciones de nivel, y sólo soporta emersiones muy cortas.

## Etnobotánica
Preparados de Padina pavonica se utilizan para fines dermatológicos. Cuando se aplica tópicamente actúa como un precursor de la elastina, incentivando la producción de colágeno, y por lo tanto, incrementando la elasticidad de la piel.